# جورج دوهاميل
جورج دوهاميل (بالفرنسية: Georges Duhamel)‏ ولد بباريس في 30 يونيو 1884 وتوفى في فالموندوا في 13 أبريل 1966. وهو طبيب، وكاتب، وشاعر فرنسي. انتخب عضوا بأكاديمية اللغة الفرنسية عام 1935، حيث أصبح الأمين الدائم منذ (1944-1946). ثم أصبح رئيسا نشطا لإحياء أليانس فرانسيز بعد الحرب. وخو والد الملحن أنطوان دوهاميل، وجد الكاتب الصحفي جيروم دوهاميل.

## روابط خارجية
- جورج دوهاميل على موقع IMDb (الإنجليزية)
- جورج دوهاميل على موقع الموسوعة البريطانية (الإنجليزية)
- جورج دوهاميل على موقع مونزينجر (الألمانية)
- جورج دوهاميل على موقع إن إن دي بي (الإنجليزية)
- جورج دوهاميل على موقع ديسكوغز (الإنجليزية)